# Мамень
Мамень (пол. Mamień) — село в Польщі, у гміні Паженчев Зґерського повіту Лодзинського воєводства.